# رایچ کارتر
رایچ کارتر (به انگلیسی: Raich Carter) بازیکن فوتبال زادهٔ ۲۱ دسامبر ۱۹۱۳ اهل کشور انگلستان بود که سابقهٔ بازی در تیم ملی فوتبال انگلستان را در کارنامهٔ خود دارد. وی در تاریخ ۱۴ آوریل ۱۹۳۴ نخستین بازی ملی خود را در مقابل تیم ملی فوتبال اسکاتلند انجام داد و با حضور در ۱۳ بازی ملی، در تاریخ ۴۷ مه ۱۹۴۷ واپسین بازی ملی‌اش را در برابر تیم ملی فوتبال سوئیس برگزار کرد.
این بازیکن توانسته در بازی‌های ملی، ۷ گل به ثمر برساند.